# Broćanica
Broćanica (lat. Asperugo), monotipski biljni rod jednogodišnjeg raslinja iz poroodice boražinovki smješten u tribus Asperugeae, dio potporodice Cynoglossoideae. 
Jedina vrsta je puzava broćanica, rasprostranjewna po gotovo cijeloj Euroaziji (uključujući Hrvatsku) i sjeveru Afrike (Maroko, Alžir, Tunis, Libija).